# گلوریا گارایوآ
گلوریا گارایوآ (به انگلیسی: Gloria Garayua) (زاده ۱۸ اکتبر ۱۹۷۸) بازیگر آمریکایی است.
از فیلم‌های معروف او می‌توان به بازی در فیلم شوخی با دیک و جین اشاره کرد.